# Umjetni elementi
██ Umjetni elementi
██ Rijetki prirodnoradioaktivni elementi
██ Učestali radioaktivni elementi
Umjetni ili sintetični kemijski elementi su nestabilni elementi s vremenom poluraspada toliko kratkim u usporedbi sa starošću Zemlje da atomi tih elemenata na Zemlji više ne postoje. Budući da za stvaranje novih elemenata trebaju uvjeti poput onih unutar zvijezda, od nastanka Sunčevog sustava i Zemlje prije nekih 4,6 milijarda godina svi takvi elementi na Zemlji su se raspali, a mogu se još dobiti kao proizvodi nuklearnih reaktora i akceleratora. Dok su svi elementi rednih brojeva 95–118 isključivo umjetni, i neki drugi se, premda prirodno prisutni u tragovima, najviše dobivaju umjetnim putem. 
Prvi umjetni element, proizveden 1937. godine, bio je tehnecij. S rednim brojem 43 popunio je dotad prazno mjesto u periodnom sustavu elemenata. S vremenom poluživota od 210 tisuća godina, njegov je izotop 99Tc na Zemlji prisutan u rudama težih radioaktivnih elemenata. Budući da tehnecijev najdugovječniji izotop ima vrijeme poluživota od 4,2 milijuna godina, 97Tc otkriven 1952. u zvijezdama crvenim divovima poslužio je kao dokaz da zvijezde proizvode teže elemente.  
| Redni broj | Kemijski element  | Vrijeme poluraspada                      |
| ---------- | ----------------- | ---------------------------------------- |
| 43         | Tehnecij (Tc)     | 99Tc: 2⋅105 godina, 97Tc: 4,2⋅106 godina |
| 61         | Prometij (Pm)     | 147Pm: 2,6 godina                        |
| 84         | Polonij (Po)      | 209Po: 102 godine, 210Po: 138 dana       |
| 85         | Astat (At)        | 210At: 8,3 sati, 211At: 7,2 sati         |
| 87         | Francij (Fr)      | 223Fr: 22 minute                         |
| 89         | Aktinij (Ac)      | 227Ac: 218 godina                        |
| 91         | Protaktinij (Pa)  | 231Pa: 8,8⋅105 godina                    |
| 93         | Neptunij (Np)     | 237Np: 2,1⋅106 godina                    |
| 94         | Plutonij (Pu)     | 244Pu                                    |
| 95         | Americij (Am)     | 243Am: 7370 godina, 241Am: 470 godina    |
| 96         | Kirij (Cm)        | 247Cm: >106 godina, 243Cm: 35 godina     |
| 97         | Berkelij (Bk)     | 247Bk: 1380 godina, 245Bk: 4,9 dana      |
| 98         | Kalifornij (Cf)   | 251Cf: 898 godina, 250Cf: 10 godina      |
| 99         | Einsteinij (Es)   | 252Es: 472 dana                          |
| 100        | Fermij (Fm)       | 257Fm: 101 dan                           |
| 101        | Mendelevij (Md)   | 258Md: 58 dana                           |
| 102        | Nobelij (No)      | 258No: 58 minuta                         |
| 103        | Lorensij (Lr)     | 280Lr: 3 minute                          |
| 104        | Rutherfordij (Rf) | 261Rf                                    |
| 105        | Dubnij (Db)       | 262Db                                    |
| 106        | Seaborgij (Sg)    | 263Sg                                    |
| 107        | Bohrij (Bh)       | 107Bh                                    |
| 108        | Hassij (Hs)       | Hs                                       |
| 109        | Meitnerij (Mt)    | Mt                                       |
| 110        | Darmstadij (Ds)   | Ds                                       |
| 111        | Roentgenij (Rg)   | Rg                                       |